# Sarp
Sarp település Franciaországban, Hautes-Pyrénées megyében. Lakosainak száma 106 fő (2022. január 1.). Sarp Valcabrère, Saint-Bertrand-de-Comminges, Anla, Aveux és Izaourt községekkel határos.

## Népesség
A település népessége az elmúlt években az alábbi módon változott:
| Lakosok száma | 110  | 108  | 112  | 108  | 107  | 107  | 108  | 108  | 106  |
|               | 2013 | 2015 | 2016 | 2017 | 2018 | 2019 | 2020 | 2021 | 2022 |